# Toracocentesi
La toracocentesi o toracentesi è una metodica medica che consiste nel prelievo di liquido mediante l'introduzione di un ago tra le coste (nel VI o VII spazio intercostale, ricordando di inserire l'ago nel margine superiore della costa in modo da non ledere il fascio neurovascolare) in modo da raggiungere la cavità pleurica, ovvero lo spazio compreso tra il polmone e la parete toracica.

## Utilizzo

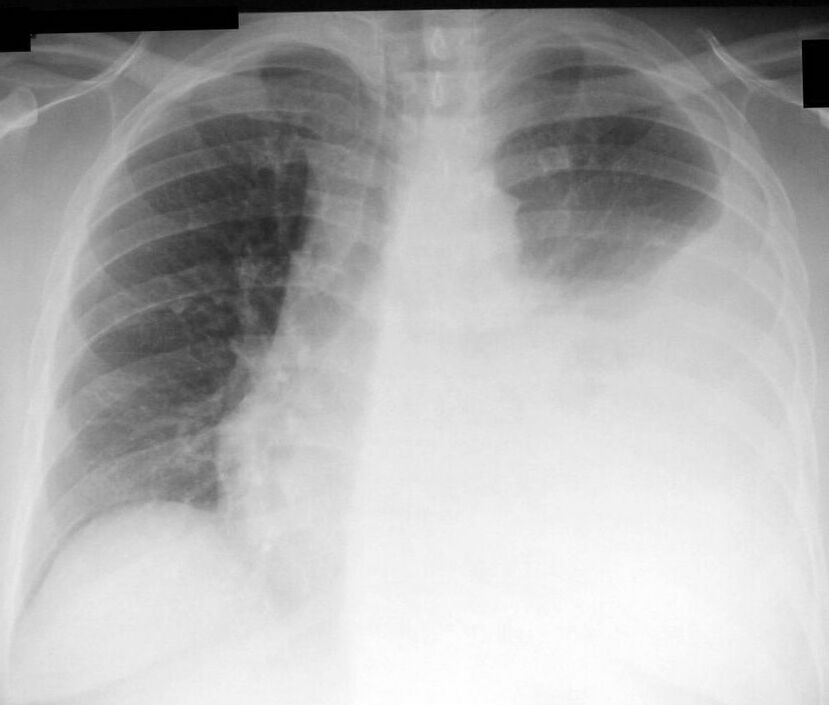
Radiografia al torace che mostra una versamento pleurico (lato destro dell'immagine). Questa condizione può essere trattata tramite toracocentesi.

I casi più comuni in cui è indicato eseguire una toracocentesi possono essere:
- Versamenti primitivi: può essere eseguita in tutti quei pazienti che presentano un versamento toracico;
- Infezioni: quando c'è il sospetto della presenza di liquido infetto nel torace;
- Cancro: in alcuni casi la toracocentesi può essere d'aiuto per ottenere una diagnosi, effettuando il prelievo di un campione di cellule tumorali;[2]
- Terapeutica: la presenza di una ingente quantità di liquido può ostacolare la funzione respiratoria del polmone; in tal caso la rimozione del liquido può consentire un miglioramento della respirazione.

## Rischi
I rischi che ne possono derivare sono:
- Sanguinamento: durante l'introduzione dell'ago è possibile che quest'ultimo vada a ledere un vaso sanguigno. Di solito si arresta spontaneamente, ma in alcuni casi può dare origine ad un ematoma, o raramente può accumularsi nella cavità pleurica (in tal caso può essere necessario un drenaggio toracico o addirittura un intervento chirurgico). Infatti una controindicazione relativa è al riguardo ai pazienti poco collaborativi e/o con disordini della coagulazione[3];
- Collasso polmonare: in altri casi, di rado, si può pungere il polmone. Se la perforazione è minima può rimarginarsi rapidamente; se la perforazione è rilevante, l'aria può penetrare nella cavità pleurica e causare il collasso del polmone, meglio conosciuto come "pneumotorace". In questi casi, viene utilizzato un tubo toracico per drenare l'aria dalla cavità pleurica così da permettere una riespansione del polmone.

Quando è possibile, al fine di minimizzare i rischi, si può ricorrere all'aiuto dell'ecografia per seguire l'introduzione dell'ago.